# MRE11A
La proteína reparadora de doble hebra (MRE11A) es una proteína codificada en humanos por el gen MRE11A.
Este gen codifica una proteína nuclear implicada en el proceso de recombinación homóloga, en el mantenimiento de la longitud adecuada del telómero y en reparación de cortes sufridos en la doble hebra del ADN. Por sí misma, esta proteína posee actividad endo- y exonucleasa 3' y 5'. Junto con la ADN ligasa, esta proteína promueve la unión de extremos no complementarios in vitro, utilizando cortas homologías cerca de los extremos de los fragmentos de ADN. Este gen tiene un pseudogén en el cromosoma 3. Se han descrito dos variantes transcripcionales de este gen que codifican diferentes isoformas de la proteína.

## Interacciones
La proteína MRE11A ha demostrado ser capaz de interaccionar con:
- Ku70[3]
- Ataxia telangiectasia mutada[4][5]
- MDC1[6]
- Rad50[5][7][8][9][3]
- Nibrina[5][10][9][11][12]
- TERF2[13]
- BRCA1[5][14][7][15]